# Aké Arnaud Loba
Aké Arnaud Loba né le 1er avril 1998 à Divo en Côte d'Ivoire, est un footballeur international ivoirien. Il joue au poste d'attaquant au Club Tijuana.

## Biographie

### Débuts professionnels
Natif de Divo en Côte d'Ivoire, Aké Arnaud Loba commence par jouer par la Société omnisports de l'Armée dans son pays natal. Il rejoint l'Universidad San Martín en janvier 2018.

### Querétaro FC
Le 23 décembre 2018 est annoncé le transfert de Loba au Querétaro FC, au Mexique, pour un prêt d'un an. Le 6 janvier 2019 il joue son premier match pour Querétaro face au CF Atlas. Son équipe s'incline sur le score de deux buts à un ce jour-là. Il inscrit son premier but pour le club le 17 janvier suivant, lors d'un match perdu face au Dorados de Sinaloa en coupe du Mexique (1-3).

### CF Monterrey
Le 14 janvier 2020 Aké Loba s'engage avec le CF Monterrey pour un contrat courant jusqu'en décembre 2024. Il joue son premier match sous ses nouvelles couleurs le 19 janvier suivant, contre le Monarcas Morelia, en championnat. Il entre en jeu à la place de Dorlan Pabón et les deux équipes se neutralisent (2-2).

### Nashville SC
Le 7 juillet 2021, Loba rejoint le Nashville SC, franchise de Major League Soccer, avec le statut de joueur désigné pour un transfert avoisinant les 6,8 millions de dollars, ce montant constituant un record pour l'équipe du Tennessee,.
Le 1er mai 2023, le Nashville SC annonce la rupture de son contrat à l'amiable et la fin d'une collaboration peu fructueuse.

### Prêt au Mazatlán FC
En difficulté au Nashville SC où il ne parvient pas à s'imposer en une saison et demie, il est finalement prêté au Mazatlán FC le 6 janvier 2023 et fait son retour en Liga MX. Il quitte le club lorsque le Nashville SC résilie son contrat le 1er mai 2023.

## Palmarès
CF Monterrey
- Vainqueur de la Coupe du Mexique en 2020.
- Vainqueur de la Ligue des champions en 2021.